# Краснополосый пагр
Краснополосый пагр (лат. Pagrus auriga) — вид лучепёрых рыб из семейства спаровых. Максимальная длина тела 80 см, обычно до 30 см. Распространены в восточной части Атлантического океана.

## Описание
Тело овальной формы, высокое, сжато с боков, покрыто циклоидной чешуёй. Верхний профиль головы почти прямой с небольшим выступом над глазами. Есть чешуя на щеках, чешуйки на предкрышке еле заметны. Рот маленький, немного косой, с толстыми губами. В передней части обеих челюстей имеются мощные клыки, на верхней челюсти их четыре, а на нижней — шесть. За рядом больших клыковидных зубов есть несколько более мелких зубов. На задних краях челюстей располагаются в 2 или 3 ряда моляроподобные зубы. На нижней части первой жаберной дуги 10—11 жаберных тычинок, на верхней части — 6—8 жаберных тычинок. В спинном плавнике 11 колючих и 10—12 мягких лучей; первые 2 колючих луча обычно очень короткие, а третий и четвёртый лучи очень длинные и разветвлённые, особенно у молоди. В анальном плавнике 3 колючих и 8—9 мягких лучей. В боковой линии 50—52 чешуйки.
Общая окраска тела розовая с серебристым оттенком. По бокам тела проходят 4 или 5 тёмно-красных поперечных полос, чередующихся по ширине от узких к широким. У взрослых особей окраска тела более интенсивная (до красного), а поперечные полосы менее выражены, чем у молоди. Голова между затылком и углом рта тёмная. Задний край жаберной крышки очень тёмный. Спинной плавник розовый с тёмными участками на мембранах ветвистых лучей и оранжевыми дистальными участками мягких лучей. Анальный плавник окрашен аналогично спинному. Грудные плавники розовато-оранжевые. Брюшные плавники винно-красные с чёрной окантовкой. Хвостовой плавник у основания сероватый, остальная часть розовая или оранжевая с чёрной полосой по краям.
Максимальная длина тела 80 см, обычно до 30 см; масса тела до 3 кг.

## Биология

### Размножение
Краснополосый пагр является последовательным протогиническим гермафродитом. Все особи рождаются самками и только в течение жизненного цикла часть особей изменяет пол и становится самцами. Самки (50 % особей в популяции) впервые созревают при длине тела 38,7 см в возрасте пяти лет, а самцы — при длине тела 53,3 см в возрасте 11 лет. Смена пола происходит в возрасте от семи до 14 лет. В районе Канарских островов нерестовый сезон продолжается с сентября до февраля с пиком в ноябре — декабре.

## Ареал
Распространены в восточной части Атлантического океана от Португалии и Гибралтара вдоль побережья Африки до Анголы, включая Мадейру и Канарские острова; обнаружены в юго-западной части Средиземного моря.